# Kostnické jiskry
Kostnické jiskry (dříve též Česká reformace, později Evangelický týdeník Kostnické jiskry) bylo periodikum vydávané od roku 1914 uskupením nazvaným Kostnická jednota, jež sdružuje členy českých evangelických církví, kteří se odkazovali na Mistra Jana Husa. Vydávání novin bylo sice po přibližně dvou letech (6. října 1916) úředním zásahem ukončeno, nicméně po následující dva roky vycházel list pod názvem Česká reformace a na začátku roku 1919 se opět vrátil ke svému původnímu názvu.
Vydávání týdeníku bylo ukončeno roku 2022.